# Конаті-Ярв
Конаті-Ярв (ест. Konati järv, інші назви ест. Silla järv) — озеро в Естонії, що розташоване на острові Сааремаа, у волості Мустьяла.